# 費蘭度·摩連迪斯
費蘭度·摩連迪斯（西班牙語：Fernando Morientes，1976年4月5日—）是一位西班牙職業足球員，司職前鋒，代表西班牙國家隊出席過兩屆世界盃賽事，2010年退役。
在2015年宣佈復出，加盟馬德里球隊聖安娜參與西班牙第五級別聯賽。
摩連迪斯的特點包括凌厲的頭搥和射門觸覺，還有球迷少有留意的亮麗傳送，他在17年的職業生涯裡分別效力過皇家馬德里、摩納哥、利物浦、華倫西亞等勁旅，期間近六百次球會上陣獲得202個入球，曾經參與過4次歐洲聯賽冠軍盃決賽並3度捧盃，另外還擁有2屆西班牙甲組聯賽冠軍，以及歐聯神射手等榮譽。

## 球會生涯

### 早年
摩連迪斯出生於西班牙西南部古城卡塞雷斯，四歲時隨家人遷至托萊多省定居。1993/1994球季，17歲的他在東南部小城球會阿爾巴塞特展開職業球員生涯，首度在西甲聯賽處子上陣。隨後兩季，他在聯賽合共上陣22場入5球（9次正選13次後備出場）。
1995年，顯現出優厚潛質的摩連迪斯轉到規模較大的皇家薩拉戈薩並在新球會渡過另一個兩年。在羅馬雷達球場，他被安排與皇馬青訓產品丹尼於前線搭擋，很快便坐穩了球會的正選席位。憑藉兩季間聯賽上陣66場攻入28球的突出表現，摩連迪斯開始聲名鵲起，被譽為本土最具前途的新人。

### 皇家馬德里
摩連迪斯在場上的搶眼演出使他得到西班牙傳統班霸皇家馬德里的垂青，終於在1997年夏天以大約660萬欧元的身價加盟該支首都豪門。外界原先預料他只能充當陣中球星們例如蘇加、米積杜域或施多夫的替補，然而到了97/98球季中後段，摩連迪斯已經頻頻正選登場，結果這個處子賽季裡他聯賽上陣33場進帳了12球，一舉成為隊中的首席射手（蘇加、米積杜域及青訓精英魯爾同入10球）。該季皇家馬德里只能以第四名完成聯賽，但卻贏得隊史上第7座歐聯冠軍；摩連迪斯初次涉足歐戰，在奪冠過程中也貢獻出4個入球。

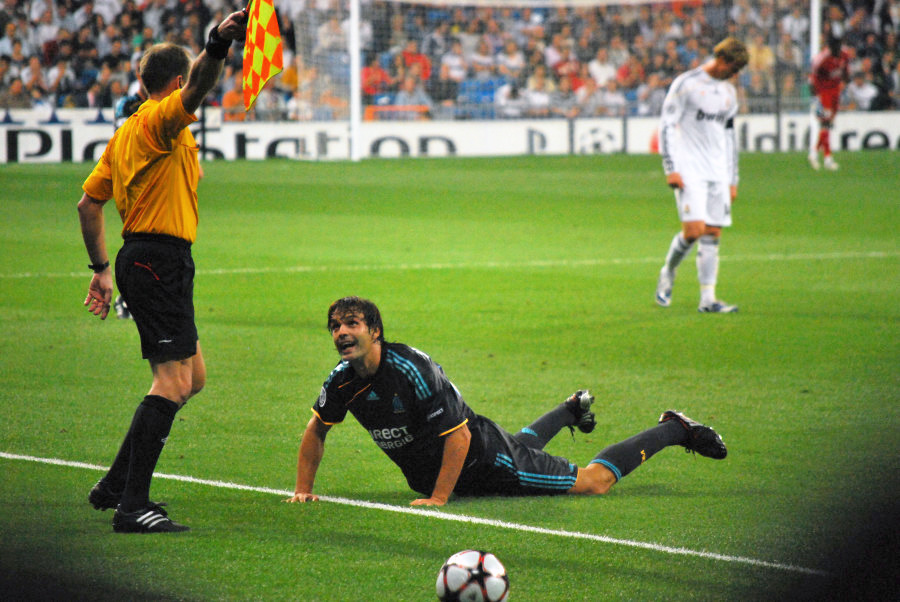
2009年摩連迪斯在歐洲聯賽冠軍盃上再次倒弋舊東主皇家馬德里。

1998/99球季，摩連迪斯開始伙拍魯爾形成銳利的前鋒組合，使到雙方都有更進一步的發揮：魯爾以25球登上西甲神射手，而摩連迪斯亦個人聯賽獨取19球，在射手榜排名第四（前列射手之中只有他並不負責操刀球隊的十二碼，魯爾的25球包含4個12碼）；此外，摩連迪斯當季也6次在盃賽破網。
1999/2000球季皇馬教練陶錫在開季不久的11月就被解職，換來迪保斯基走馬上任，但摩連迪斯仍舊表現出良好的狀態，其正印位置未受由阿仙奴來投的安歷卡影響，更再次成為皇馬隊內第一前鋒；摩連迪斯當季在歐聯一共射入6球，包括最後決賽3-0擊敗華倫西亞比賽上第39分鐘先開紀錄的一記頭搥破門，加上隨後麥馬拿文和魯爾增添入球，令皇家馬德里三年抱兩，再一次捧走該項歐洲球會足球的最高殊榮。
翌季，得益於費高和馬基利尼的加入，摩連迪斯取得球員生涯第一次聯賽錦標。他在歐聯8場入4球，但皇馬始終在準決賽不敵當屆盟主拜仁慕尼黑出局，同時由於狀態回落兼季尾階段一直受傷患困擾缺陣，全季只收穫10個入球。
2001/02球季，皇家馬德里蟬聯西甲失敗。摩連迪斯則重新回復令人眼前一亮的演出，聯賽皇馬7-0摧毀拉斯彭馬斯一役，技驚四座的摩連迪斯個人連轟五個入球，可惜在完場前錯過一次12碼機會，而未能創造「雙帽子戲法」的紀錄。總計全季在西甲25次正選上場攻入18球，而於射手榜上僅次卓斯坦，與古華特並列次席。這季的歐聯皇馬再次一路過關斬將，施丹的世紀金球最終迫使對手利華古遜鎩羽而歸，踢滿整場決戰的摩連迪斯也收穫到第三面彌足珍貴的歐聯冠軍獎牌。
2002年夏天是摩連迪斯在馬德里過去數年經歷百般順遂後的轉捩點，也是他被認為未能真正昇華為世界頂級前鋒的肇因，以及日後在不同球會流離失所的開端。蓋因他遇到了由國際米蘭而來的勁敵——朗拿度，作為當時皇馬管理層「一年一巨星」收購政策的延續，朗拿度挾著剛在日韓奪得的世界盃冠軍和3,900萬歐羅天價金額降臨班拿貝球場。立即引致摩連迪斯即將離隊他投的消息日囂塵上，當時據報另一支西班牙豪門巴塞隆拿還有英倫的熱刺都有意羅致，而前者更一度接近以約2,200萬的價格購得摩連迪斯，但及後因為巴塞會方與球員未能就合約薪金達成共識而令是次交易無疾而終。結果摩連迪斯唯有繼續留效，但一如外界所料，朗拿度和魯爾的正選位置不可動搖，而摩連迪斯只能和古迪、樸迪路分享餘下廖廖的上陣機會。
2003年2月，在一場歐聯第二階段小組對多蒙特的比賽下半場時，摩連迪斯在後備席廂與教練迪保斯基爆發了一次矚目的衝突，原因是摩連迪斯拒絕在球賽僅餘下來的垃圾時間裡上陣。其時冬季轉會窗剛過，摩連迪斯並沒趕及轉投盛傳對他有意的熱刺、薩拉戈薩、羅馬或AC米蘭中的任何一者，而一直在皇馬待到當季季度完結。儘管後來球隊在聯賽榜以兩分壓倒皇家蘇斯達奪冠，但摩連迪斯整季聯賽只得到3次正選機會（另12次後備，入5球）。

### 摩納哥
2003/04球季季前階段，皇家馬德里主席佩雷斯顯然把摩連迪斯排除在球會的計劃以外，經過與史浩克04接洽不果後，摩連迪斯出乎外界意料地被借用到法國的摩納哥，為期一季。再令人跌破眼鏡的是他迅速便融入到摩納哥教練迪甘斯的戰術體系之中，並與洛頓、古利、柏素和艾拉等新隊友產生出良好的化學反應。
除了在法甲上陣28場攻下10球外，摩連迪斯更重要的作用發揮在歐聯之上，用9個入球帶領球隊披荊斬棘，昂然晉身決賽。過程中不無諷刺的乃遭遇東主皇家馬德里的半準決賽賽事：儘管摩納哥於首回合在班拿貝球場2-4不敵，摩連迪斯在第83分鐘取得了一個珍貴的作客入球；到第二回合在路易二世球場上演時，下半場開始不久摩連迪斯便射入關鍵的反超前入球，協助摩納哥最終反勝3-1，同時憑藉作客入球優惠力壓皇家馬德里出線四強。緊接下來的準決賽，摩連迪斯兩回合對著車路士都有進帳，順利淘汰對手晉級，直到決賽敗予由摩連奴率領的波圖(當中他也是累積足夠黃牌下停賽)。
摩連迪斯用9個入球摘下當季的歐聯神射手，也協助摩納哥取得自1924年創會以來最佳的歐戰成績。他意外的神勇表現令皇家馬德里管理層聞之色變，亦間接造就現時歐洲大部分球會的借用條款都列明借將不准倒戈，以免類似的事件重演。
雖然摩納哥在奪得2004年歐聯亞軍後，曾經希望留用摩連迪斯，但由於球會本身錄得龐大的財政赤字，加上缺乏新投資者集資，因此無力挽留在這季創造驚喜成績的球員班底，洛頓、古利和柏素在季後紛紛離隊他投，而摩連迪斯也只得返回皇家馬德里報到。

### 利物浦
在摩納哥的成功並沒有使皇家馬德里高層回心轉意，會方從利物浦收購奧雲之舉更令摩連迪斯重回皇馬主力的希望落空。忍不住2004/05球季歇冬前只曾13次被後備派遣上陣，摩連迪斯終在2005年1月接受會方的安排轉會利物浦，轉會金額為930萬歐羅。至此摩連迪斯八年的馬德里生涯正式完結，總計共為這家西班牙豪門於各項賽事扳甲上陣261次，攻入99球。
摩連迪斯在挑戰死敵曼聯的時候第一次穿起利物浦球衣。2005年2月1日，他在對查爾頓的比賽中首度為新東主射門建功。由於已經在上半季代表過皇家馬德里踢歐聯賽事，因此縱使這屆利物浦最後在歐聯奪冠而回，摩連迪斯卻無緣參與伊斯坦布爾之夜的奇蹟。
摩連迪斯在加盟利物浦之時已經聲名在外，但他來到英格蘭後被認為並不適應同胞教練賓尼迪斯的輪換制度，以及因為能傳能射的通材能力不被瞎目的利物浦球迷欣賞(有如在他之前的希斯基一樣)，使其被認為狀態急轉直下。2004/05下半季，他只為這間默西賽德郡球會射入3球；接下來的一季，儘管他在對維拉和米杜士堡時的妙射建功顯示出自己具備的質素，但其整體的入球效率仍未見明顯改善。摩連迪斯在效力利物浦的時間裡總共61次出場，取得12個入球，並於2005年歐洲超級盃以及2006年足總盃決賽俱有上陣。

### 華倫西亞

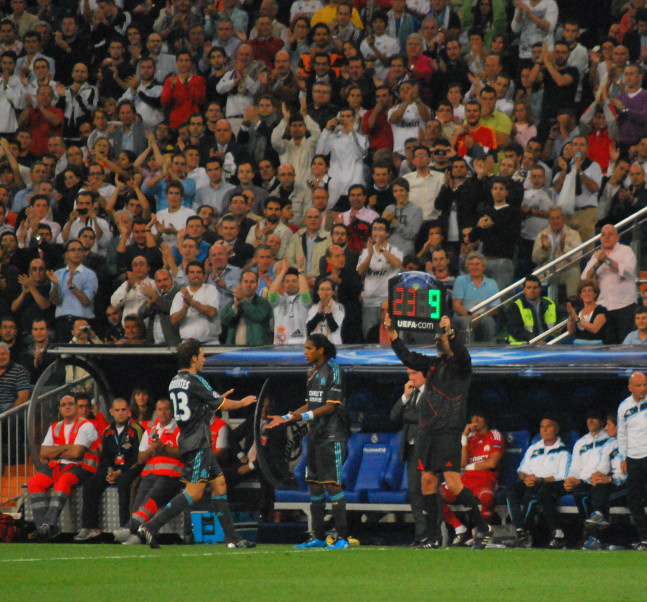
法國隊伍馬賽是摩連迪斯球員旅程的最後一站，圖為摩連迪斯被調離場時觀眾們起立鼓掌。

一年半的晏菲路沉寂期之後，摩連迪斯在2006年5月下旬宣佈重返他熟識的西班牙球壇，效力位於西班牙東海岸的傳統勁旅華倫西亞，轉會費據報為£300萬歐元。在這裡他開始重整自己的競賽狀態，回歸西甲首戰已重拾射門鞋取得入球，助「蝙蝠軍團」主場2-1力挫對手貝迪斯；此外，在歐洲賽場也延續過往的順遂腳風，披起橙衣後的歐聯首戰便連中三元，三個分別由左腳、右腳和頭搥攻進的入球除了擊倒希臘球隊奧林比亞高斯之外，亦反映出其技術之全面。另一個良好現象乃摩連迪斯與其前鋒線拍檔，正徐徐冒起的大衛·韋拿合作愉快。這季裡，摩連迪斯聯賽出場24次進12球，在歐聯則更是高效率地9場入7球，其豐富的歐戰經驗和隊中之冠的入球數引領該西班牙球會闖過羅馬和國際米蘭，直至八強才總比分2-3栽在車路士的手中。摩連迪斯在2006/07賽季的全面復甦為自己賺得西班牙國家隊的重新徵召。
2007/08球季，華倫西亞斥巨資購入施積和艾里斯文迪兩名新前鋒，然而引援的力道與球隊成績未成正比。歐聯分組賽遇上車路士和史浩克04於B組墊底出局之後，領隊科利斯因一連串劣績而被會方辭退。摩連迪斯也在2007年12月遭受了一次不輕的傷患，需要養傷三個月。翌年3月15日在對西維爾的比賽中復出；隨後在對基達菲的西班牙國王盃決賽，摩連迪斯從後備席上陣建功，鎖定3-1的最終勝局而捧走這項傳統的本土盃賽。
一季之後，儘管摩連迪斯在歐洲足協盃上有一箭定江山的上佳表現，但因為年紀漸增而韋拿、桑·馬達和大衛·施華這些後起之秀狀態正盛，故此開始逐漸淡出球隊的聯賽正選陣容。唯有在歐洲賽事，摩連迪斯仍能在7次上場裡找到3個入球而冠於全隊。

### 馬賽
2009年7月27日，已屆足球生涯黃昏的摩連迪斯，選擇到他擁有美好回憶的法國展開最後的冒險，以自由身形式轉會馬賽，原因是為了想與恩師迪甘斯再度相逄。最終馬賽在這季事隔18年重奪法甲聯賽冠軍，然而，摩連迪斯並沒有得到想像中迪甘斯的特別禮遇，只能作為隊中的第四前鋒，出場時間少之又少。
2010年7月1日，摩連迪斯與馬賽會方達成解約協議，但並未找到適合的新東主，也無意在小球會苟延殘喘。8月31日，34歲的一代射手摩連迪斯宣佈掛靴退役，以爭取更多時間陪伴家人。

### 聖安娜
2015年1月26日，退役多時的前皇馬前鋒摩連迪斯再次重返職業足壇，他代表馬德里球隊聖安娜參與西班牙第五級別聯賽。闊別綠茵場已久的他，在處子戰中以一記中柱射門展現了昔日的射手觸覺。

## 國家隊生涯
從1998年開始摩連迪斯一直是西班牙國家隊中穩定可靠的一員
為國征戰歷時十載，亦是現時西班牙歷史上第四佳射手，總計為國家隊披甲47場攻入27球。排名在他身前的分別是後進大衞·韋拿、摯友魯爾以及前皇馬隊長希亞路，而其場均入球率猶在後兩者之上。摩連迪斯的國腳處子上陣是在3月25日面對瑞典，出場5分鐘之後他便已經梅開二度而順利以4:0擊敗對手。接著兩場對北愛爾蘭和保加利亞的比賽時他都各有一球進帳。
千禧年的比、荷歐洲國家盃摩連迪斯意外地名落孫山，被領隊甘馬曹剔出大軍以外，引起西班牙本土體育媒界的一片譁然；四年後他則在鄰國葡萄牙射入該次大賽上西班牙僅有的兩個進球之一。
摩連迪斯一共參加過兩屆國際足協世界盃決賽周並射入五球，1998年他在保加利亞身上獨取兩球；於2002年日、韓舉辦的那一屆則入了三球，當時他與球會隊友魯爾在前線合作掛帥，而兩人都在賽事中有賞心悅目的演出。摩連迪斯相繼射破了巴拉圭和愛爾蘭的大門，輔助球隊晉級淘汰賽。然而，之後遭遇東道主南韓的八強賽事卻掀起黑哨爭議，原因乃是法定時間之內南韓後衛的一個烏龍球被球證否決掉，反而摩連迪斯射門撞柱反彈後的單刀機會卻被無端吹罰越位。情況到了加時階段更加明顯，西班牙右翼祖亞昆一次在球場右路底線大腳傳中，摩連迪斯用頭搥接應頂進龍門，不過球證又指皮球出界在先而判入球不算，儘管現場大螢幕的即時重播已經清晰地顯示祖亞昆是在白界線上將皮球停住的。最終西班牙在十二碼大戰中落敗，摩連迪斯最後一次的世界盃之旅隨之完結。
到了德國世界盃前持續整年的一連串外圍賽摩連迪斯還有為國披甲，可惜礙於當時在利物浦的低迷水準，加上正值國家隊的戰術變革（由傳統上倚賴兩翼突破的4-4-2陣式，改為具有短傳和快速配合優勢的4-3-3陣式），因此智叟阿拉干尼斯並沒有從31人的大名單裡面進一步挑選他進入正式的23人參賽陣容，而這次外間對摩連迪斯落選的回應已經遠不及2000年時候的強烈。
後來，由於西班牙在2006年德國之夏的失利，以及回歸本土球壇後的狀態復甦，擁有豐富大賽經驗的摩連迪斯一度又被重召入國家隊，參與2008年歐洲國家盃預選賽。2007年3月24日，摩連迪斯在預選賽分組對丹麥一役射入個人在國家隊的第27個進球；四日後，他因傷避席了對冰島的另一場預選賽，從此往後就再沒有收到過國家的徵召了。

## 生涯统计
| 球會表現 | 球會表現   | 球會表現 | 聯賽 | 聯賽 | 足總盃       | 足總盃       | 聯賽盃       | 聯賽盃       | 洲際賽 | 洲際賽 | 總數 | 總數 |
| 球季     | 球會       | 聯賽     | 出場 | 入球 | 出場         | 入球         | 出場         | 入球         | 出場   | 入球   | 出場 | 入球 |
| 西班牙   | 西班牙     | 西班牙   | 聯賽 | 聯賽 | 國王盃       | 國王盃       | 西班牙聯賽杯 | 西班牙聯賽杯 | 歐洲賽 | 歐洲賽 | 總數 | 總數 |
| -------- | ---------- | -------- | ---- | ---- | ------------ | ------------ | ------------ | ------------ | ------ | ------ | ---- | ---- |
| 1993–94  | 阿爾巴塞特 | 西甲     | 2    | 0    |              |              | -            | -            | 0      | 0      | 2    | 0    |
| 1994–95  | 阿爾巴塞特 | 西甲     | 20   | 5    |              |              | -            | -            | 0      | 0      | 20   | 5    |
| 1995–96  | 薩拉戈薩   | 西甲     | 29   | 13   |              |              | -            | -            | 5      | 2      | 34   | 15   |
| 1996–97  | 薩拉戈薩   | 西甲     | 37   | 15   |              |              | -            | -            | 0      | 0      | 37   | 15   |
| 1997–98  | 皇家馬德里 | 西甲     | 33   | 12   | 2            | 0            | -            | -            | 10     | 4      | 45   | 16   |
| 1998–99  | 皇家馬德里 | 西甲     | 33   | 19   | 5            | 6            | -            | -            | 5      | 0      | 43   | 25   |
| 1999-00  | 皇家馬德里 | 西甲     | 29   | 12   | 1            | 0            | -            | -            | 14     | 6      | 44   | 18   |
| 2000–01  | 皇家馬德里 | 西甲     | 22   | 6    | 1            | 0            | -            | -            | 8      | 4      | 31   | 10   |
| 2001–02  | 皇家馬德里 | 西甲     | 33   | 18   | 5            | 0            | -            | -            | 11     | 3      | 49   | 21   |
| 2002–03  | 皇家馬德里 | 西甲     | 18   | 5    | 2            | 1            | -            | -            | 7      | 0      | 27   | 6    |
| 2003–04  | 皇家馬德里 | 西甲     | 1    | 0    | 0            | 0            | -            | -            | 0      | 0      | 1    | 0    |
| 法國     | 法國       | 法國     | 聯賽 | 聯賽 | 法國盃       | 法國盃       | 法國聯賽盃   | 法國聯賽盃   | 歐洲賽 | 歐洲賽 | 總數 | 總數 |
| 2003–04  | 摩納哥     | 法甲     | 28   | 10   | 2            | 3            | 0            | 0            | 12     | 9      | 42   | 22   |
| 西班牙   | 西班牙     | 西班牙   | 聯賽 | 聯賽 | 國王盃       | 國王盃       | 西班牙聯賽杯 | 西班牙聯賽杯 | 歐洲賽 | 歐洲賽 | 總數 | 總數 |
| 2004–05  | 皇家馬德里 | 西甲     | 13   | 0    | 2            | 1            | -            | -            | 6      | 2      | 21   | 3    |
| 英格蘭   | 英格蘭     | 英格蘭   | 聯賽 | 聯賽 | 英格蘭足總盃 | 英格蘭足總盃 | 英格蘭聯賽盃 | 英格蘭聯賽盃 | 歐洲賽 | 歐洲賽 | 總數 | 總數 |
| 2004–05  | 利物浦     | 英超     | 13   | 3    | 0            | 0            | 2            | 0            | 0      | 0      | 15   | 3    |
| 2005–06  | 利物浦     | 英超     | 28   | 5    | 5            | 1            | 1            | 0            | 11     | 3      | 45   | 9    |
| 西班牙   | 西班牙     | 西班牙   | 聯賽 | 聯賽 | 國王盃       | 國王盃       | 西班牙聯賽杯 | 西班牙聯賽杯 | 歐洲賽 | 歐洲賽 | 總數 | 總數 |
| 2006–07  | 華倫西亞   | 西甲     | 24   | 12   | 3            | 0            | -            | -            | 9      | 7      | 36   | 19   |
| 2007–08  | 華倫西亞   | 西甲     | 22   | 6    | 1            | 1            | -            | -            | 8      | 1      | 31   | 8    |
| 2008–09  | 華倫西亞   | 西甲     | 20   | 1    | 5            | 2            | -            | -            | 5      | 3      | 30   | 6    |
| 法國     | 法國       | 法國     | 聯賽 | 聯賽 | 法國盃       | 法國盃       | 法國聯賽盃   | 法國聯賽盃   | 歐洲賽 | 歐洲賽 | 總數 | 總數 |
| 2009–10  | 馬賽       | 法甲     | 11   | 1    | 0            | 0            | -            | -            | 2      | 0      | 13   | 1    |
| 總和     | 西班牙     | 西班牙   | 336  | 124  | 27           | 11           | -            | -            | 88     | 32     | 453  | 167  |
| 總和     | 法國       | 法國     | 39   | 11   | 2            | 3            | 0            | 0            | 14     | 9      | 55   | 23   |
| 總和     | 英格蘭     | 英格蘭   | 41   | 8    | 5            | 1            | 3            | 0            | 11     | 3      | 60   | 12   |
| 總和     | 總和       | 總和     | 416  | 143  | 34           | 15           | 3            | 0            | 113    | 44     | 568  | 202  |

## 榮譽

### 球會
皇家馬德里
- 歐洲聯賽冠軍盃：1997-98、1999-2000、2001-02
- 洲際杯：1998、2002
- 歐洲超級盃：2002
- 西班牙甲組足球聯賽：2000-01、2002-03
- 西班牙超級盃：1997、2001、2003

利物浦
- 歐洲超級盃：2005
- 英格蘭足總盃：2005-06

華倫西亞
- 西班牙國王盃：2007-08

馬賽
- 法國甲組足球聯賽：2009-2010
- 法國聯賽盃：2009-2010

### 個人
- 歐洲聯賽冠軍盃神射手：2004

## 外部連結
- Valencia CF profile （西班牙文）
- BDFutbol profile （页面存档备份，存于）（英文）
- 足球数据库：費蘭度·摩連迪斯的球员统计数据（英文）
- National team data （西班牙文）
- 費蘭度·摩連迪斯在National-Football-Teams.com的資料（英文）